# Semántica operacional
La semántica operacional es uno de los enfoques de la semántica formal, en el que el significado de una construcción de lenguaje es especificado por la computación que la induce cuando es ejecutada en una máquina hipotética. La semántica operacional se preocupa más por el "cómo" se ejecutan los programas en lugar de hacer énfasis en los resultados. La semántica formal es una de las áreas de estudio de las ciencias de la computación, preocupada en atribuir significado a las construcciones de lenguajes de programación.

## Tipos de semántica operacional
El enfoque de semántica operacional posee dos versiones:
- Semántica operacional estructurada - Especifica más de detalles de la ejecución, dando un paso más pequeño;
- Semántica natural - Simplifica la notación y oculta los detalles, para dar un paso más grande.